# Héctor Olivera
Héctor Olivera (ur. 5 kwietnia 1931 w Olivos) – argentyński reżyser, scenarzysta i producent filmowy. Jedna z czołowych postaci kina argentyńskiego drugiej połowy XX w. Zasłynął z nagradzanych na międzynarodowych festiwalach obrazów mocno zaangażowanych politycznie.

## Życiorys
Zdobywca Srebrnego Niedźwiedzia na 24. MFF w Berlinie za film Powstanie w Patagonii (1974). Dekadę później otrzymał Srebrnego Niedźwiedzia - Nagrodę Specjalną Jury na 34. MFF w Berlinie za film Mała brudna wojna (1983).
W swojej karierze nakręcił 23 filmy fabularne, m.in. Królowa barbarzyńców (1985), Noc ołówków (1986), Dwoje do tanga (1989), Sprawa Marii Soledad (1993) czy Antigua, moje życie (2001). Wraz z Fernando Ayalą współtworzył również wytwórnię Aries Cinematográfica Argentina, która wyprodukowała ponad sto tytułów filmowych.
Zasiadał w jury konkursu głównego na 41. MFF w Cannes (1988) oraz na 48. MFF w Berlinie (1998).